# Александър Буклеев
Александър Буклеев (на руски: Буклеев, Александр Сергеевич) е руски футболист, полузащитник.

## Кариера
Юноша е на Криля Советов. Играе 6 години в дублиращия състав на самарци, но не записва нито един двубой за първия тим. През 2006 г. преминава в Шексна от Руска Втора Дивизия. За два сезона изиграва 49 двубоя и вкарва 2 гола.
В началото на 2008 г. заедно със сънародника си Иван Шпаков пристигат на проби в Берое. Треньорът на заралии Илиан Илиев взима руснака в тима. Дебютира на 8 март 2008 г. в мач с Левски. Единствения си гол за Берое вкарва в дербито с Ботев (Пловдив), спечелено с 3:1. Общо изиграва 14 двубоя с екипа на Берое, но тимът изпада от елита и Буклеев напуска.
През 2009 г. записва 2 мача за Рязан, но скоро напуска тима. След това има изяви във футзала и любителските дивизии на Русия.